# ГЭС Серра-да-Меза
ГЭС Серра-да-Меза (порт. UHE Serra da Mesa) — высоконапорная гидроэлектростанция в муниципалитете Минасу штата Гояс Бразилии с установленной мощностью 1,2 ГВт, расположена в верхнем течении реки Токантинс.
Гидроузел формирует одноименное водохранилище с полезной ёмкостью 43,2 км³, которое используется для годичного регулирования стока реки Токантинс. По состоянию на 2016 год водохранилище Серра-да-Меза обладает наибольшим полезным объемом в Бразилии.

## Основные сведения
Основные сооружения комплекса ГЭС включают в себя:
- каменно-набросную плотину длиной 1,5 км и высотой 154 м;
- приплотинный машинный зал, соединенный с водохранилищем тремя водоводами длиной 124 м и диаметром 10 м каждый, оборудован тремя генераторами мощностью 425 МВт и турбинами Френсиса;
- поверхностный управляемый водосброс с пятью затворами с максимальной пропускной способностью 15000 м³/сек;

При нормальном напорном уровне 460 м НУМ гидроузел формирует водохранилище площадью 1784 км² и полным объёмом 54,4 км³. В ходе сезонного и годичного регулирования стока допускается сработка водоёма до уровня 417,3 м НУМ, что соответствует полезному объёму 43,2 км³.

## Водохранилище Серра-да-Меза
В ходе регулирования стока реки изменения уровня водоема могут достигать 42,7 м, минимальные уровни достигаются как правило к началу зимних муссонных дождей в ноябре каждого года. Максимальная сработка водоёма соответствует уменьшению его объема на 79% и уменьшению площади на 40%. Из-за необходимости ежегодного вылова рыбы на водохранилище активно популяризируется рыболовство.

## Значение для каскада ГЭС на Токантинс
Строительство гидроузла позволило зарегулировать сток реки и развить каскад ГЭС ниже по течению. После ввода в эксплуатацию Серра-да-Меза производство на ГЭС Тукуруи выросло на 30% до 41,43 млрд.  кВт⋅ч, что было достигнуто путем создания дополнительных водохранилищ выше по течению реки и большей зарегулированностью притока к гидроузлу

## Интересные факты
- Гекконы вида Gymnodactylus amarali, живущие на 5 островах образовавшегося водохранилища, за пятнадцать лет после затопления быстро эволюционировали — у них увеличились головы на 4 %, что позволило им поедать более крупных термитов[4].

### Комментарии
1. ↑  Дополнительным фактором увеличения производства было строительство нового машинного зала на ГЭС Тукуруи в 2000-х годах и добавление новых генераторов до установленной мощности 8,37 ГВт.